# Coupe du Liechtenstein de football 1997-1998
Navigation
Édition précédente Édition suivante
La coupe du Liechtenstein 1997-1998 de football est la 53e édition de la Coupe nationale de football, la seule compétition nationale du pays en l'absence de championnat.
La finale est disputée au Freizeitpark Widau de Ruggell, le 21 mai 1998, entre le FC Vaduz et le USV Eschen/Mauren.
Les 7 équipes premières du pays ainsi que plusieurs équipes réserves de ces clubs, soit au total, 15 formations prennent part à la compétition.
Le FC Vaduz remporte le trophée en battant le USV Eschen/Mauren. Il s'agit du 27e titre de l'histoire du club dans la compétition. Grâce à ce succès, le club assure sa participation à la prochaine édition de la Coupe d'Europe des vainqueurs de coupe de football.

## 1ertour
| Équipe 1           | Résultat          | Équipe 2             |
| ------------------ | ----------------- | -------------------- |
| FC Ruggell         | 0 - 1             | USV Eschen/Mauren    |
| FC Triesen II      | 0 - 4             | FC Balzers II        |
| FC Schaan II       | 0 - 16            | FC Triesen           |
| FC Triesen Español | 0 - 4             | FC Triesenberg       |
| FC Triesenberg II  | 0 - 6             | FC Balzers           |
| FC Ruggell II      | 5 - 0             | USV Eschen/Mauren II |
| FC Vaduz II        | 2 - 2 10 - 11 tab | FC Schaan            |
| FC Schaan Azzurri  | 0 - 8             | FC Vaduz             |

## Quarts de finale
| Équipe 1      | Résultat | Équipe 2          |
| ------------- | -------- | ----------------- |
| FC Triesen    | 1 - 0    | FC Balzers        |
| FC Schaan     | 0 - 4    | FC Triesenberg    |
| FC Balzers II | 0 - 9    | FC Vaduz          |
| FC Ruggell II | 1 - 2    | USV Eschen/Mauren |

## Demi-finales
| Équipe 1          | Résultat | Équipe 2       |
| ----------------- | -------- | -------------- |
| FC Vaduz          | 5 - 0    | FC Triesenberg |
| USV Eschen/Mauren | 3 - 0    | FC Triesen     |

## Finale
| 21 mai 1998 | FC Vaduz                               | 5 - 1 | USV Eschen/Mauren | Freizeitpark Widau, Ruggell |  |
|             | Polverino 10e 23e 29e 55e · Hasler 75e |       | 58e Kranz         |                             |  |

- Le FC Vaduz se qualifie pour la Coupe d'Europe des vainqueurs de coupe de football 1998-1999.